# Маригаон (округ)

Округа Ассама (9 — Маригаон)

Маригаон (ассам. মৰিগাও জিলা; англ. Marigaon) — округ в индийском штате Ассам. Административный центр — город Маригаон. Площадь округа — 1704 км². По данным всеиндийской переписи 2001 года население округа составляло 776 256 человек. Уровень грамотности взрослого населения составлял 58,5 %, что немного ниже среднеиндийского уровня (59,5 %). Доля городского населения составляла 4,9 %.